# Coenosia shumshuensis
Coenosia shumshuensis este o specie de muște din genul Coenosia, familia Muscidae, descrisă de Shinonaga și Zhang în anul 2000. Conform Catalogue of Life specia Coenosia shumshuensis nu are subspecii cunoscute.